# Life's Too Short
Life's Too Short is een Britse sitcom-mockumentary bedacht en geschreven door Ricky Gervais en Stephen Merchant. De serie gaat over de ups en downs in het leven van een showbizdwerg, Warwick Davis. Warwick speelt hierin een fictieve versie van zichzelf, en ook Ricky Gervais en Stephen Merchant spelen in de serie een versie van zichzelf.
De eerste aflevering werd op 10 november 2011 uitgezonden op BBC Two.

## Rolverdeling
- Warwick Davis als zichzelf
- Ricky Gervais as zichzelf
- Stephen Merchant as zichzelf
- Steve Brody als Eric
- Rosamund Hanson als Cheryl
- Jo Enright als Sue
- Shaun Williamson als zichzelf
- Les Dennis als zichzelf
- Keith Chegwin as zichzelf

## Afleveringen

### Seizoen 1
| Nr. | Titel         | Gastacteurs of -actrices                                                  | Uitzenddatum     |  |
| --- | ------------- | ------------------------------------------------------------------------- | ---------------- |  |
| 1 | Episode One   | Liam Neeson & Shaun Williamson                                            | 10 november 2011 |  |
| Warwick moet een enorm bedrag aan belastingen betalen en hoopt dat een documentaire over zijn leven zijn carrière zal helpen. Warwick vraagt ook advies bij Ricky Gervais en Stephen Merchant.                                       |               |                                                                           |                  |  |
| 2 | Episode Two   | Johnny Depp & Shaun Williamson                                            | 17 november 2011 |  |
| Warwick signeert handtekeningen op een sciencefictionconventie en verschijnt op een huwelijksplechtigheid. Johnny Depp huurt Warwick in om hem te kunnen bestuderen voor een filmrol.                                                |               |                                                                           |                  |  |
| 3 | Episode Three | Helena Bonham Carter                                                      | 24 november 2011 |  |
| Warwick begint een eigen website en neemt een rol aan in een film met Helena Bonham Carter. |               |                                                                           |                  |  |
| 4 | Episode Four  | Steve Carell, Right Said Fred & Les Dennis                                | 1 december 2011  |  |
| Warwick trekt in in een nieuwe flat en ontdekt dat zijn ex-vrouw en haar advocaat een relatie hebben. |               |                                                                           |                  |  |
| 5 | Episode Five  | Keith Chegwin, Shaun Williamson & Les Dennis                              | 8 december 2011  |  |
| Warwick verkent verschillende religies en gaat naar een datingbureau. |               |                                                                           |                  |  |
| 6 | Episode Six   | Cat Deeley, Keith Chegwin, Les Dennis, Shaun Williamson, & Ewen Macintosh | 15 december 2011 |  |
| Warwick nodigt zijn ex-vrouw en zijn vriendin uit voor zijn houseparty. Hij probeert ook bekende personen uit te nodigen, maar niemand wil komen en daarom besluit hij presentatrice Cat Deeley te huren om als gast te verschijnen. |               |                                                                           |                  |  |
| 7 | Episode Seven | Sting & Sophie Ellis-Bextor                                               | 20 december 2011 |  |
| Warwick gaat naar een liefdadigheidsevenement georganiseerd door Sting. Hij geeft echter meer geld uit dan hij zich kan veroorloven en verliest bijgevolg zijn flat.                                                                 |               |                                                                           |                  |  |

### Speciale aflevering
| Nr. | Titel                         | Gastacteurs of -actrices                                 | Uitzenddatum  |  |
| --- | ----------------------------- | -------------------------------------------------------- | ------------- |  |
| 8 | Life's Too Short: The Special | Keith Chegwin, Les Dennis, Shaun Williamson & Val Kilmer | 30 maart 2013 |  |
| Val Kilmer vraagt Warwick mee te spelen in een sequel van de film Willow, maar Warwick moet wel een deel van de film zelf financieren. |                               |                                                          |               |  |